# Johnny Trudell
John „Johnny“ Trudell (* 1938 oder 1939  in Detroit; † 29. Mai 2021) war ein US-amerikanischer Jazz- und Studiomusiker (Trompete, Flügelhorn, Komposition, auch Ventilposaune, Piano), der in der Musikszene Detroits aktiv war und an zahlreichen Motown-Aufnahmen mitwirkte.

## Leben und Wirken
Trudell absolvierte die Cass Tech High School, um danach professionell als Musiker zu arbeiten. Er ist auf vielen klassischen Motown-Alben der 1960er- und frühen 1970er-Jahre zu hören. Er entwickelte nicht nur die Bläsersektion und koordinierte die Arrangeure für die Plattenfirma, sondern leitete auch die Bläsersektion und nahm mit vielen Motown-Künstlern auf, von Marvin Gaye, Diana Ross, Smokey Robinson, Stevie Wonder und Martha Reeves bis zu The Temptations, The Four Tops und zahlreichen anderen Gruppen. 1979 veröffentlichte Trudell sein erstes Album unter eigenem Namen, Dream Dance, der Versuch eines Disco-Jazz-Crossover-Hits. Doch als das Album herauskam, war die Disco-Welle schon zu Ende und das Album blieb erfolglos. 1993 brachte er mit But Beautiful ein weiteres eigenes Album heraus.
Außerdem spielte Trudell mit den Mitgliedern der Musikervereinigung Tribe; so war er an einem Bigband-Album von Wendell Harrison beteiligt (Live In Concert, 1992) und arbeitete als Trompeter in der lokalen Jazzszene und auch in vielen Funktionen mit Marcus Belgrave zusammen. Trudell war einer von sechs Bläsern, die bei dessen Beerdigung spielten. Weiterhin wirkte er ab den frühen 1970er-Jahren bei Aufnahmen von The New McKinney’s Cotton Pickers, Olive Brown & Her Blues Chasers, Barbara Ware und Ron Kischuk & The Masters of Big Band mit. Laut Tom Lord war er zwischen 1970 und 2013 an zwölf Aufnahmesessions im Bereich des Jazz beteiligt.

## Diskographische Hinweise
- Olive Brown & Her Blues Chasers: The New Empress of the Blues (Jazz Odyssee, 1973), mit  Ted Buckner, Mike Montgomery, Bill Bolle, J. C. Heard
- Masters Of Music: The Masters of Music Presents Detroit Jam (Brassors, 2011), mit Johnny Trudell, Ron Kischuk, Gary Schunk, Marion Hayfen, Gayelynn McKinney, Judie Cochill